# Janna Hurmerinta
Janna-Mari Hurmerinta (Helsinki, 20 dicembre 1981) è una cantante finlandese.

## Biografia
Figlia d'arte (i genitori, Sami e Maarit Hurmerinta, sono popolari cantanti in Finlandia), Janna ha origini italiane dalla parte della madre. Ha iniziato a studiare pianoforte all'età di 6 anni, e a 16 ha composto le sue prime canzoni. Ha frequentato il conservatorio di Vantaa e il conservatorio di Helsinki; ha inoltre studiato al Complete Vocal Institute a Copenaghen.
La cantante è salita alla ribalta nel 2007 con il suo album di debutto, Right Now, che ha avuto discreto successo in Finlandia e in alcuni paesi asiatici. L'anno successivo è uscito il suo secondo album, The Makings of Me.
La carriera di Janna Hurmerinta ha visto una svolta nel 2013, con la pubblicazione del suo primo singolo cantato in lingua finlandese, Sä et ole hullu. Il brano ha raggiunto l'11ª posizione della Suomen virallinen lista ed è stato certificato disco di platino con oltre 40.000 unità vendute a livello nazionale, e ha anticipato l'album Janna, uscito il 6 giugno 2014 su Universal Music Finland. L'album è entrato direttamente in vetta alla classifica finlandese e ha venduto più di 10.000 unità, venendo certificato disco d'oro. Per i sei mesi successivi alla pubblicazione del disco è stata impegnata in una tournée consistente in 33 concerti in tutto il paese. Il successo del disco le ha fruttato un premio Iskelmä e cinque candidature agli Emma gaala, il maggiore riconoscimento musicale in Finlandia.
Nel 2016 ha pubblicato Anna mä puhallan, il primo dei sette singoli estratti dal suo secondo album. I primi sei sono tutti stati certificati disco d'oro con oltre 20.000 unità vendute ciascuno, così come è certificato disco d'oro l'album Spektri, pubblicato il 28 settembre 2018. Il disco ha raggiunto la 6ª posizione in classifica e le ha garantito una candidatura come migliore artista femminile agli Emma gaala del 2019.

## Discografia

### Album in studio
- 2007 – Right Now
- 2008 – The Makings of Me
- 2014 – Janna
- 2018 – Spektri
- 2024 – Ihminen

### Singoli
- 2006 – Calling You
- 2007 – Take Your Time
- 2008 – Go Go Get Gone
- 2009 – Strip Down
- 2013 – Sä et ole hullu
- 2014 – Läpinäkyvä
- 2014 – Tytöt lähtee tanssimaan
- 2014 – Kaikki hyvin
- 2015 – Hankala elämä
- 2015 – Voi kuinka me sinua kaivataan
- 2016 – Paljon onnee
- 2016 – Anna mä puhallan
- 2017 – Mitä jos
- 2017 – Vaikee mut oikee (feat. Nikke Ankara)
- 2017 – Tahdon
- 2018 – Täyteen vaan
- 2018 – Mustis (feat. Pyhimys)
- 2018 – Sateet (feat. Tuure Kilpeläinen)
- 2018 – Kylmältä suojassa